# ヤン・ペテルセン (考古学者)
ヤン・グレーヴェ・タウロウ・ペテルセン（Jan Greve Thaulow Petersen、1887年10月20日 - 1967年3月3日）はノルウェーの考古学者。
ヴァイキング時代の武器研究で知られており、とみに剣の分類体系は、現代のヴァイキング研究でも広く使用されている。

## 略歴
トロンハイム出身。父、ハンス・ヘンリク・ペテルセンと母、エリザベス・セシリエ・タウロウとの間に生まれる。父ハンスはトロンハイム神学校の校長で、兄のテオドール・ペテルセンもまた歴史家、考古学者である。1914年にオスロ大学で歴史学の博士候補生となり、翌年同大学の古代遺物コレクションの学芸員として雇用された。1919年に考古学の哲学博士号を取得。1923年から1958年まで スタヴァンゲル博物館の館長を務めた 。
この間、彼はノルウェー南西部の鉄器時代の農場の発掘と出版に携わった。また、建築家ゲルハルト・フィッシャー（1890-1977）とともに中世の修道院、ウツシュタイン修道院の保存と修復に携わった。
オスロで働いていたとき、ペテルセンはスケーベリのストレダル荘園跡（マグヌス4世の生地として知られる）の墓地でガブリエル・グスタフソンが発見した遺物を文書化している。彼の研究成果は、1916年にNorske Oldfunnシリーズとして出版された『Gravplassen fra Store-Dal i Skjeberg』という本にまとめられた。1919年、ペテルセンは考古学の博士論文『De Norske Vikingesverd』を出版した。この著作には、ヴァイキング時代に使用されたヴァイキング・ソードやその他の武器の包括的な類型学が含まれており、今日でも貴重なガイドブックとなっている。
1928年以来、彼はノルウェー科学文学アカデミー（Det Norske VidenskapsAkademi）の会員であり、1956年以来、スウェーデン古代協会（Svenska Forminnesföreningen）の会員でもあった。1948年に聖オーラヴ勲章第1級騎士章を拝受。1967年3月3日にオスロで79歳で死去した。
中世ヨーロッパ武具研究家、エーワルト・オークショットが中世欧州の剣を類型化した、“オークショットの刀剣類型”は、ペテルセンが『De Norske Vikingesverd』の中で類型化したヴァイキング・ソードの類型を継承している。

## 著作
- De Norske Vikingesverd (1919)
- Vikingetidens smykker (1928)
- Gamle gårdsanlegg i Rogaland (2 volumes, 1934–1936)
- Vikingetidens redskaper (1951)